# Sarcophaga haemorrhoa
Sarcophaga haemorrhoa är en tvåvingeart som beskrevs av Johann Wilhelm Meigen 1826. Sarcophaga haemorrhoa ingår i släktet Sarcophaga, och familjen köttflugor.
Arten förekommer i delar av Europa, på Brittiska öarna, Danmark, Finland, Norge och i Sverige så långt norrut som Uppland. Inga underarter finns listade.